# Тодар Верниковський
Тодар (Федір) Верниковський (біл. Тодар (Фёдар) Міхайлавіч Вернікоўскі; 1861, Дудзичі Ігуменського повіту, Біларусь — 14 липня 1938, Вільнюс, зона окупації Польщі) — банківський фінансист, білоруський політичний та релігійний діяч. Державний скарбник та міністр промисловості БНР. Ревізор уряду БНР білоруських організацій в УНР. Член Центральної білоруської ради Віленщини і Гродненщини. Один із лідерів автокефального руху Білоруської Православної Церкви у міжвоєнний час. 

## Біографія
Походив з родини псаломщика. Навчався в Мінському духовному училищі та семінарії, в технологічному інституті та на курсах господарства, садівництва та городництва в Петербурзі. Працював у Селянському поземельному банку, Західній експедиції з осушення поліських боліт і зрошення південних земель, Міністерстві землеробства і державного майна Російської імперії. 1906 відряджений до 1-ї Державної Думи як консультант комісії із земельного поліпшення господарства в Російської імперії . 
Після виходу у відставку, жив у Мінську, працював у мінських банках, обраний до міської думи. 
У грудні 1917 - квітні 1918 - скарбник Мінського білоруського народного представництва, у квітні 1918 у Раді Білоруської Народної Республіки. За пропозицією голови Народного секретаріату БНР Йосипа Воронка хотів влаштуватися на посаду народного секретаря у справах біженців. 
В уряді БНР на чолі з Романом Скірмунтом був державним скарбником (з червня 1918), в уряді БНР на чолі з Яном Середою - народний секретар торгівлі і промисловості, господарства, державний контролер. Ревізував білоруські організації в Україні. До уряду БНР, який очолив Антон Луцкевич, не ввійшов, тому що не поділяв соціалістичних поглядів останнього. 
Входив до складу економічної, фінансової та контрольної комісії Ради БНР. 
У грудні 1918 разом з друзями Ради і уряду Луцкевича переїхав до Вільно , потім - до Гродно. 
Був членом Білоруського національного комітету в Гродно, входив до складу Центральної білоруської ради Віленщини і Гродненщини . 
1919 - 1920 - голова Переселенського комітету, товариства «Білоруська хата», розпорядник і заступник голови білоруського культурно-просвітницького товариства «Вітчизна» в Гродно, голова громадського зібрання «Білоруська хата» і біженського комітету, скарбник культурно-просвітницького товариства «Малинівка» і білоруського дитячого притулку.  
З  серпня 1919 - в Тимчасовому Білоруському національному комітеті в Мінську, адміністратор Білоруського театру в Мінську.  
Виконував також обов'язки радника та відповідального за контакти з Церковною радою Мінської православної єпархії. 
Після 1921 емігрував до Вільнюса, який анексувала Польща. 
У 1928 - 1929 редактор газети «Громадянин», журналу «Білоруські рідні». 
Брав активну участь у громадському русі з білорусизації Православної церкви в Західній Білорусі. 1930 у Вільнюсі на конференції представників білоруських православних організацій, на якій був створений Білоруський православний комітет із білорусизації Церкви, Верниковський  обраний його головою. 
Один з організаторів Білоруського культурно-просвітницького товариства «Просвіта».